# فرانسيس هوستر
فرانسيس هوستر (بالفرنسية: Francis Huster)‏ هو مخرج وممثل فرنسي، ولد في 8 ديسمبر 1947 بنويي-سور-سين في فرنسا.

## وصلات خارجية
- فرانسيس هوستر على موقع IMDb (الإنجليزية)
- فرانسيس هوستر على موقع ألو سيني (الفرنسية)
- فرانسيس هوستر على موقع ميوزك برينز (الإنجليزية)
- فرانسيس هوستر على موقع أول موفي (الإنجليزية)
- فرانسيس هوستر على موقع قاعدة بيانات الأفلام السويدية (السويدية)
- فرانسيس هوستر على موقع إن إن دي بي (الإنجليزية)
- فرانسيس هوستر على موقع قاعدة بيانات الفيلم (الإنجليزية)
- فرانسيس هوستر على موقع كينوبويسك (الروسية)